# Libro de horas

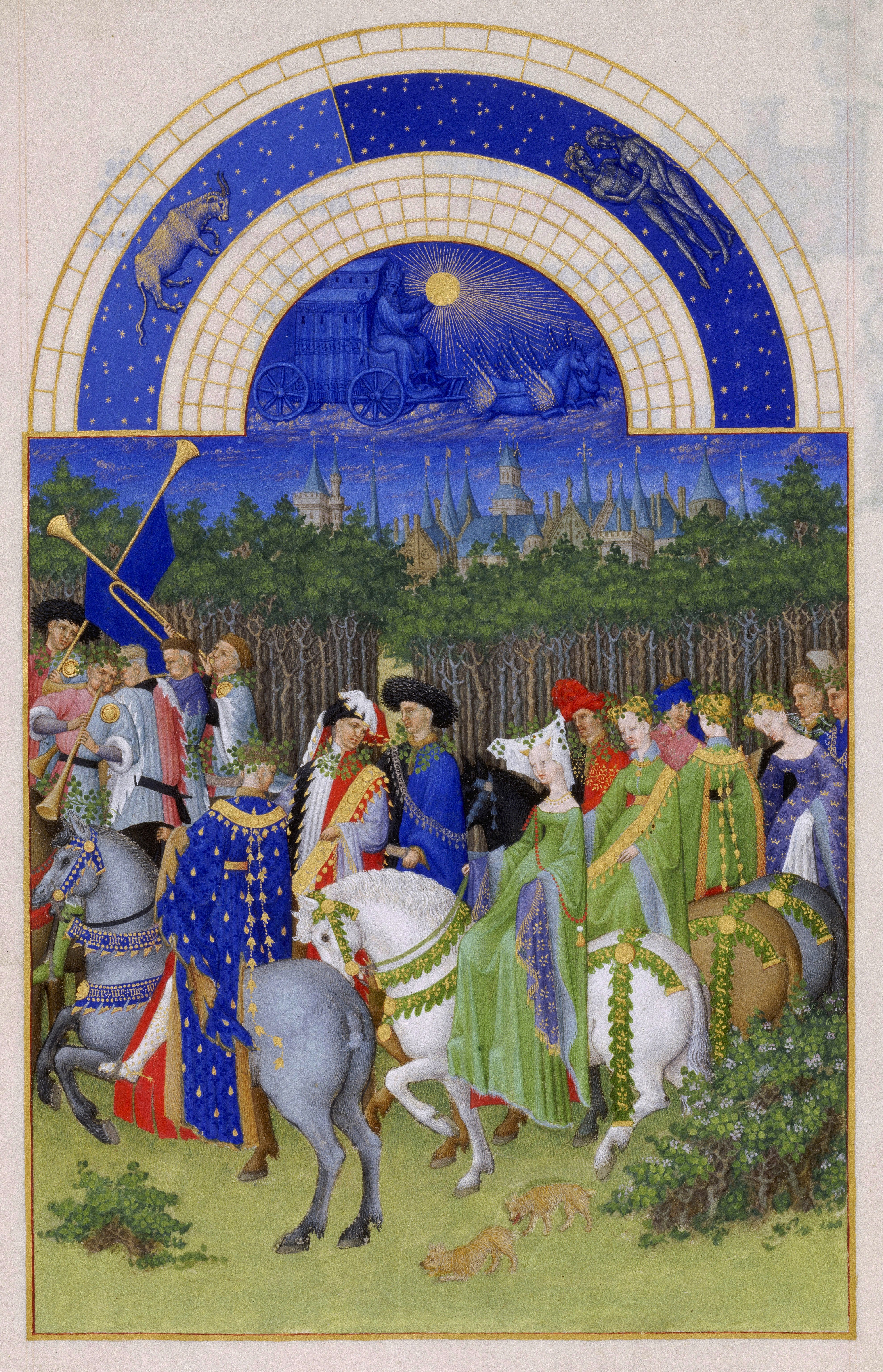
«El mes de mayo». Página del calendario en Las muy ricas horas del Duque de Berry, de los hermanos Limbourg, 1412-1416. Museo Condé, Chantilly, Francia.

Un libro de horas (también denominado horarium) es un tipo de manuscrito iluminado muy común en la Edad Media. Cada libro de horas es único, debido a que se realizaba exclusivamente para una determinada persona (generalmente de la nobleza). Suele contener textos de rezos, salmos, así como abundantes iluminaciones alusivas a la devoción cristiana.

## Historia
El libro de horas tuvo su origen en el Salterio, un libro de salmos que tanto monjes y monjas debían recitar. En el siglo XII se había convertido en el breviario, con ciclos semanales de salmos, oraciones, himnos, antífonas y lecturas que cambiaban con el tiempo litúrgico. Se produjo una selección de textos en volúmenes mucho más breves que llegaron a llamarse libro de horas. Durante la última parte del siglo XIII el libro de horas se popularizó como libro de oración personal para hombres y mujeres que llevaban una vida secular. Consistía en una selección de oraciones, salmos, himnos y lecciones basadas en la liturgia del clero. Cada libro era único en su contenido aunque todos incluían las Horas de la Virgen María, devociones que se hacían durante las ocho horas canónicas del día, el razonamiento detrás del nombre "Libro de Horas".
Muchos libros de horas fueron hechos para mujeres. Hay algunas pruebas de que a veces se daban como regalo de bodas de un marido a su novia. A menudo se transmitían a través de la familia, como se registra en los testamentos.
Aunque los libros de horas más iluminados eran enormemente caros, un libro pequeño con poca o ninguna iluminación era asequible mucho más ampliamente, y cada vez más durante el siglo XV. El primer ejemplo inglés que sobrevivió fue aparentemente escrito para una mujer laica que vivía en o cerca de Oxford alrededor de 1240. Es más pequeño que un libro de bolsillo moderno, pero muy iluminado con las iniciales principales, pero sin miniaturas de página completa. En el siglo XV, también hay ejemplos de sirvientes que poseen sus propios libros de horas. En un caso judicial del 1500, una mujer pobre es acusada de robar el libro de oraciones de un sirviente doméstico.
Muy raramente los libros incluían oraciones compuestas específicamente para sus dueños, pero más a menudo los textos se adaptan a sus gustos o sexo, incluyendo la inclusión de sus nombres en las oraciones. Algunos incluyen imágenes que representan a sus propietarios, y otros sus escudos de armas. Estos, junto con la elección de los santos conmemorados en el calendario y los sufragios, son las principales pistas para la identidad del primer propietario. Eamon Duffy explica cómo estos libros reflejaban a la persona que los encargó. Menciona que "el carácter personal de estos libros se señalaba a menudo con la inclusión de oraciones especialmente compuestas o adaptadas para sus propietarios". Además, afirma que, hasta la mitad de los Libros de Horas manuscritos sobrevivientes tienen anotaciones, marginales o adiciones de algún tipo. Tales adiciones pueden no ser más que la inserción de algún santo patrón regional o personal en el calendario normalizado, pero a menudo incluyen material devocional añadido por el propietario. Los propietarios podían escribir en fechas específicas importantes para ellos, notas sobre los meses en los que sucedieron cosas que deseaban recordar, e incluso las imágenes que se encontraban dentro de estos libros se personalizan para los propietarios, como santos localizados y fiestas locales. Por lo menos en el siglo XV, los talleres de los Países Bajos y de París producían libros de horas para su almacenamiento o distribución, en lugar de esperar comisiones individuales. A veces se dejaban espacios para añadir elementos personalizados como fiestas locales o heráldica.
El estilo y la disposición de los tradicionales libros de horas se estandarizaron cada vez más a mediados del siglo XIII. El nuevo estilo puede verse en los libros producidos por el iluminador de Oxford William de Brailes que dirigía un taller comercial (estaba en órdenes menores). Sus libros incluían varios aspectos del breviario de la Iglesia y otros aspectos litúrgicos para el uso de los laicos. "Incorporó un calendario perpetuo, Evangelios, oraciones a la Virgen María, el Vía Crucis, oraciones al Espíritu Santo, salmos penitenciales, letanías, oraciones por los muertos y sufragios a los Santos. El objetivo del libro era ayudar a su devota patrona a estructurar su vida espiritual diaria de acuerdo con las ocho horas canónicas, de los Maitines a las Completas, observadas por todos los miembros devotos de la Iglesia. El texto, aumentado por la rúbrica, el dorado, las miniaturas y las bellas iluminaciones, trataba de inspirar la meditación sobre los misterios de la fe, el sacrificio hecho por Cristo por el hombre y los horrores del infierno, y de resaltar especialmente la devoción a la Virgen María cuya popularidad estaba en su apogeo durante el siglo XIII". Esta disposición se mantuvo a lo largo de los años ya que muchos aristócratas encargaron la producción de sus propios libros.
A finales del siglo XV, la llegada de la imprenta hizo que los libros fueran más asequibles y gran parte de la emergente clase media podía permitirse comprar un libro impreso de horas, y los nuevos manuscritos sólo eran encargados por los muy ricos. El papel era raro y la mayoría de los libros de horas consistían en hojas de pergamino hechas con pieles de ovejas o cabras. El Kitab salat al-sawai (1514), considerado el primer libro en árabe impreso con caracteres móviles, es un libro de horas destinado a los cristianos de habla árabe y presumiblemente encargado por el Papa Julio II.

## Contenido
En su forma originaria, un libro de horas contenía un texto agrupado para cada hora litúrgica del día, este es el origen del nombre dado este tipo de manuscrito. Pero a lo largo del tiempo se fue enriqueciendo con otras añadiduras útiles, como calendarios (tanto seculares como religiosos). Generalmente lo que se suele denominar como libro de horas es un breviario, el libro contiene además una liturgia recitada en los monasterios; los libros de horas fueron compuestos para aquellas personas de la nobleza que deseaban incorporar los elementos de la vida monástica en su vida cotidiana. Los textos incluidos se centran tanto en la recitación como en el canto de un número de salmos, que puede ser ejecutado por un conjunto de rezantes. Un libro típico de horas contiene:
- Las Horas Marianas (denominadas también Oficios de veneración a la Virgen María), que incluye los quince Salmos de Grados
- El Oficio de los Muertos, que incluye los siete Salmos penitenciales
- La Letanía de los Santos

La mayoría de los libros empiezan con estos contenidos básicos, y es expandido por una serie de rezos y devociones. Se leían a diversas horas del día: la aurora (laudes), las siete de la mañana (prima), 3 de la tarde (nona), el anochecer (la víspera) y la noche (completa).
Muchos de los libros de horas están abundantemente iluminados, todos ellos forman un apartado importante del archivo histórico de la vida de los siglos XV y XVI así como una fuente de iconografía del cristianismo medieval. A finales del siglo XV empezaron a imprimirse diversos libros de horas con ilustraciones xilografiadas.
Uno de los libros de horas medievales más famosos y uno de los más iluminados es Las muy ricas horas del Duque de Berry realizado entre 1412 y 1416 en Francia por los hermanos Limbourg para Juan, Duque de Berry.

## Galería de imágenes

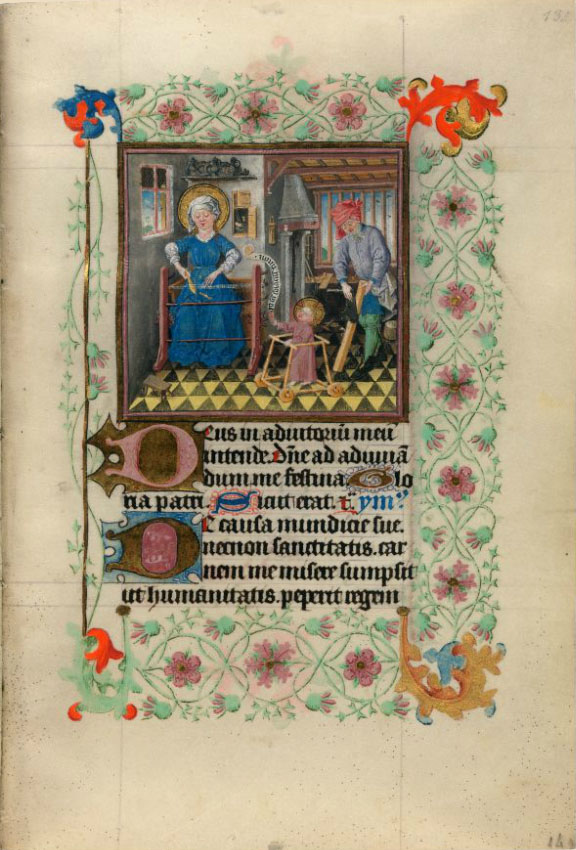
La sagrada familia en el Libro de horas de Catalina de Cleves, siglo XV, f. 69r
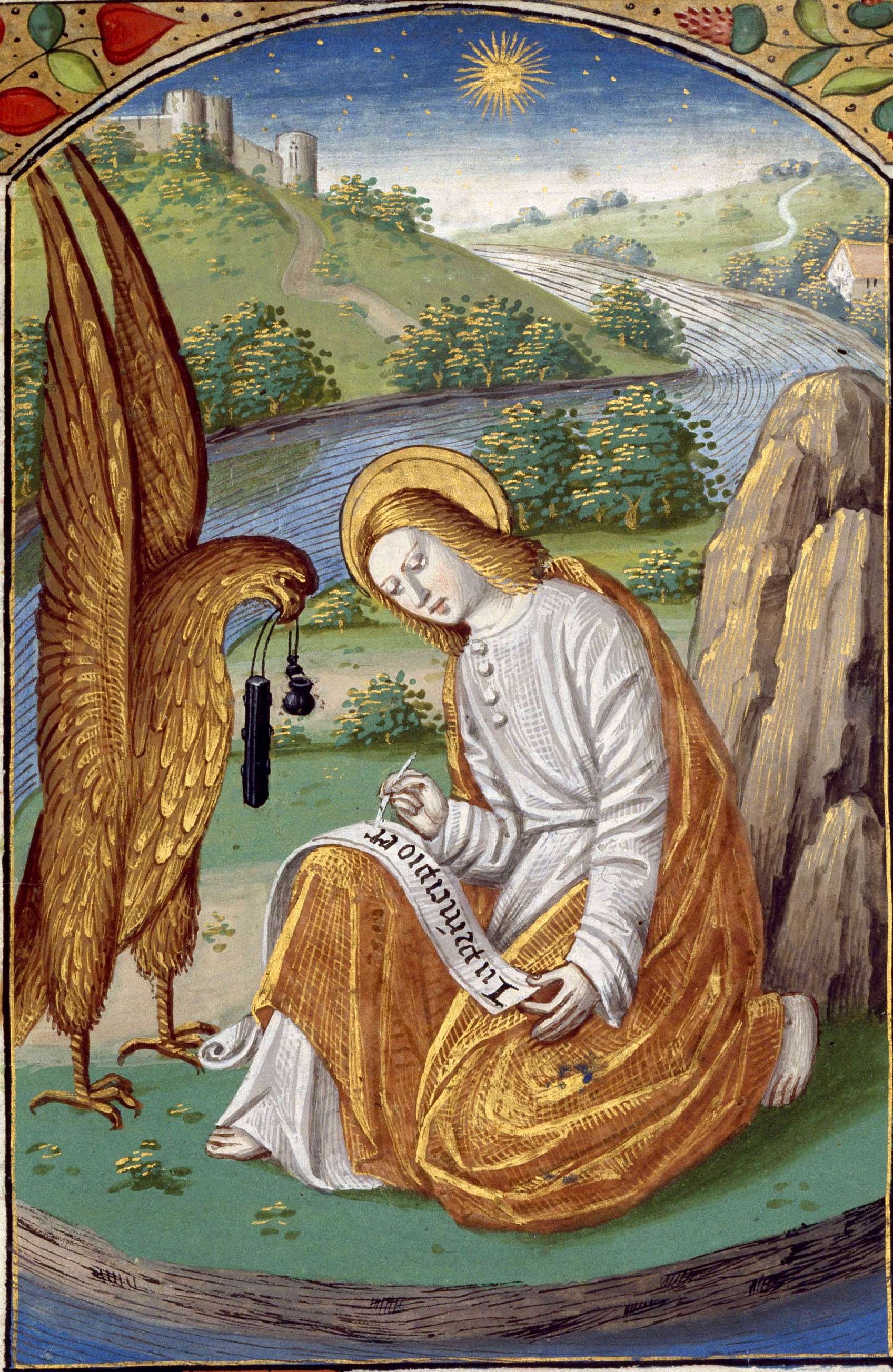
Detalle del Libro de horas de Carlos VIII de Francia, siglo XV, f. 7r
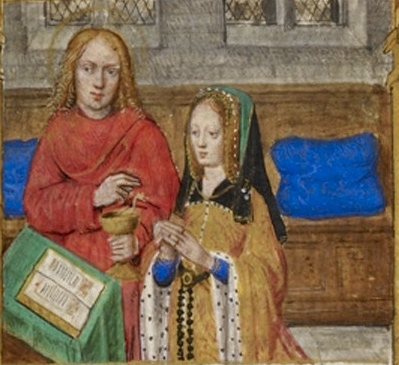
Retrato de Juana de Castilla en un libro de horas de su propiedad, f. 288
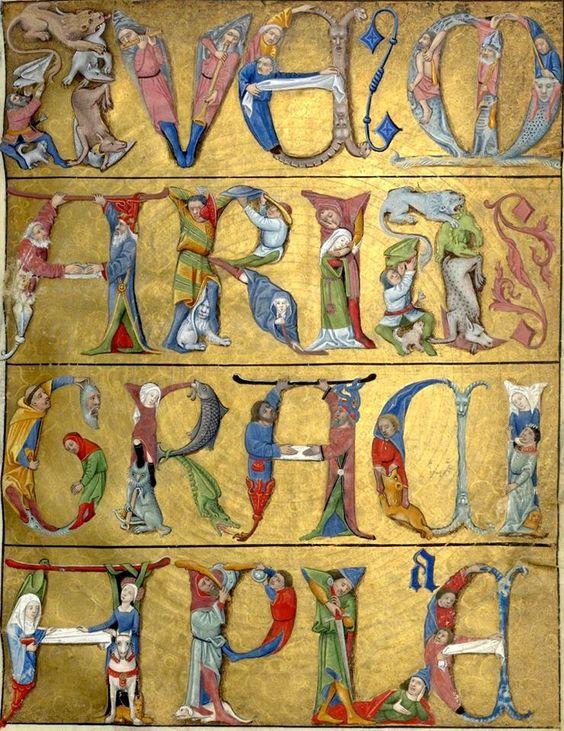
Avemaría en Heures de Charles d'Angoulême

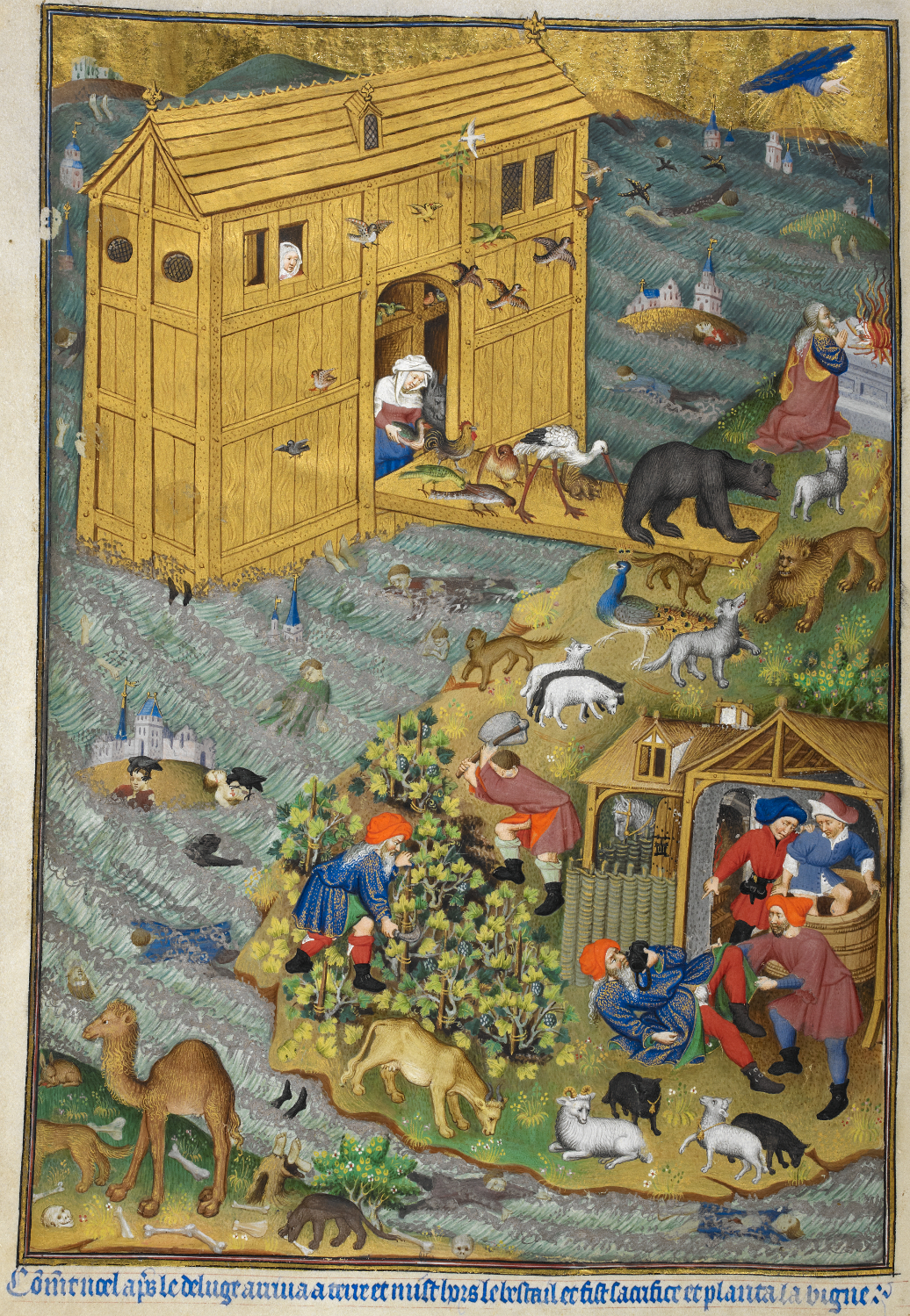
El arca de Noé (detalle) del Libro de horas de Bedford, siglo XV, f. 16v
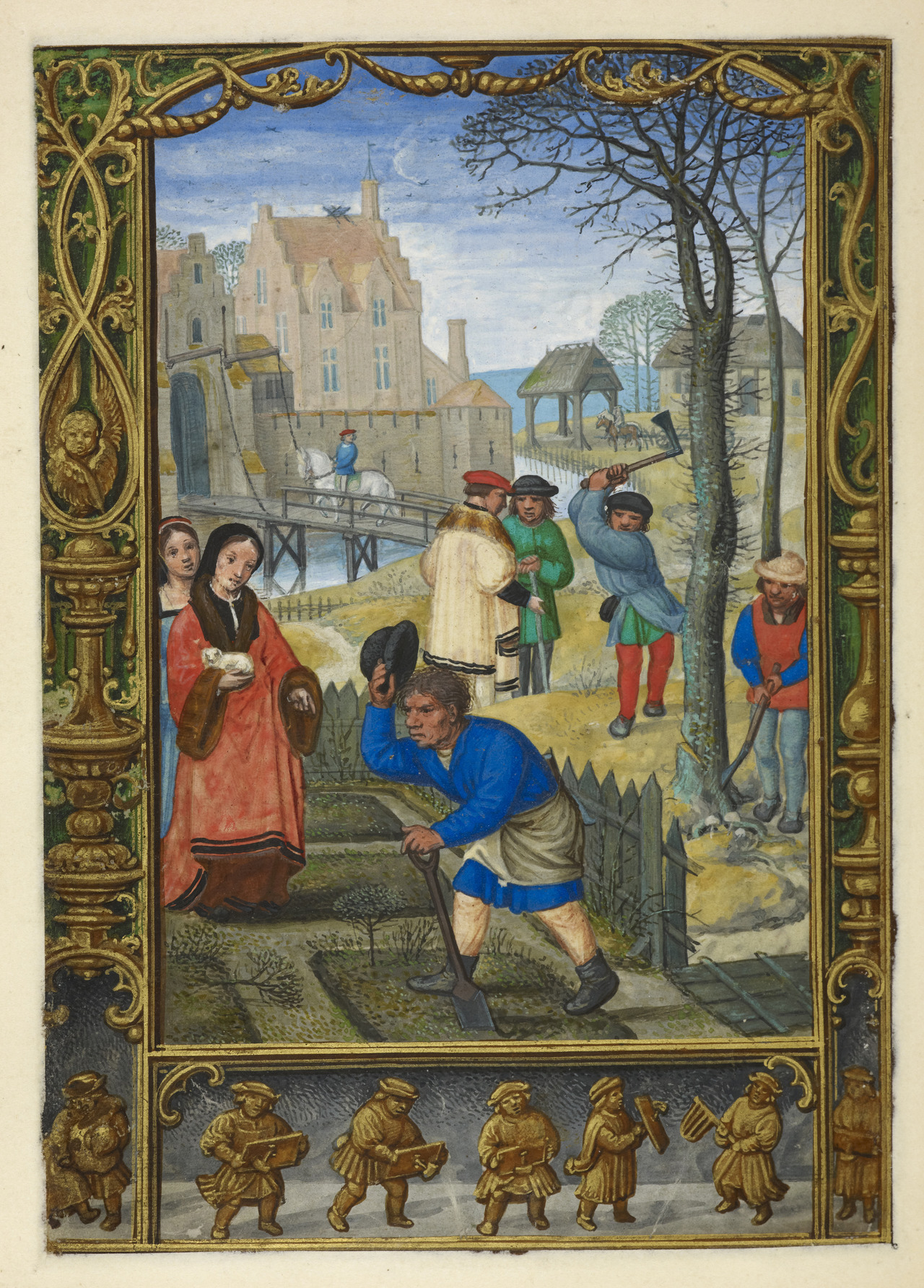
Página correspondiente al mes de marzo en el Libro del Golf, de Simon Bening, siglo XVI, fol. 20v
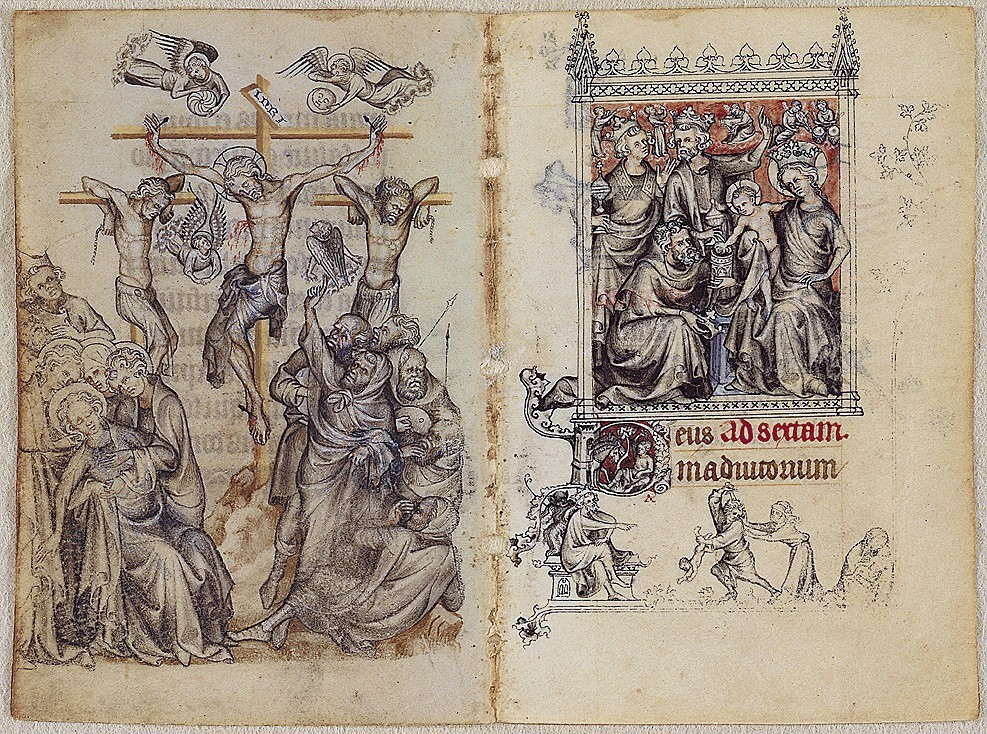
Crucifixión y Adoración de los Magos, Libro de horas de Jeanne d'Évreux, por Jean Pucelle, siglo XIV